# Ezra Ted Newman
Ezra Theodore (Ted) Newman  (Nova York, 17 d'octubre de 1929 - Pittsburgh, 24 de març de 2021) va ser un físic estatunidenc que va treballar a la Universitat de Pittsburgh. Es va doctorar a la Universitat de Syracuse el 1956.

## Biografia
El seu camp d'investigació es refereix a la relativitat general i, més concretament, a la investigació de propietats geomètriques de l'espais-temps. El seu fet més famós es refereix al descobriment de la mètrica que descriu un forat negre giratori amb una càrrega elèctrica. Aquest tipus de forat negre és una generalització dels forats negres no carregats però en rotació, anomenats forats negres de Kerr, descoberts pel matemàtic neozelandès Roy Kerr. Per aquesta raó, la seva generalització s'anomena forat negre de Kerr-Newman, tot i que Newman no és l'únic signant de l'article que els descriu per primera vegada.
Una altra solució exacta està associada al seu nom. Aquest és l'Espai de Taub-NUT, inicialment descobert per Abraham Haskel Taub i posteriorment estudiat amb més detall per Newman, L. Tamburino i TJ Unti, d'aquí el seu curiós nom de Taub-NUT.
També va introduir amb el matemàtic britànic Roger Penrose un formalisme elegant i intel·ligent que permet simplificar els càlculs de quantitats que descriuen la geometria d'un espaitemps en quatre dimensions, anomenat en honor seu el formalisme de Newman-Penrose.